# Roman Urbański
Roman Urbański (ur. 24 stycznia 1897 w Środzie Wielkopolskiej, zm. 19 października 1920 w Brześciu) – żołnierz armii niemieckiej, Wojsk Wielkopolskich, Wojska Polskiego w II Rzeczypospolitej, kawaler Orderu Virtuti Militari.

## Życiorys
Urodził się w rodzinie Ludwika i Ludwiki z Kwiatkowskich.
Absolwent szkoły powszechnej. Po ukończeniu nauki pracował na kolei.
W 1916 wcielony do armii niemieckiej. W jej szeregach walczył na froncie zachodnim. Był dwukrotnie ranny.
W grudniu 1918 wstąpił do oddziałów powstańczych, w szeregach których walczył w powstaniu wielkopolskim. W 1919 przydzielony do 1 pułku Strzelców Wielkopolskich.
W jego szeregach wziął udział w wojnie polsko-ukraińskiej - w odsieczy Lwowa. W wojnie polsko-bolszewickiej walczył na między innymi na froncie litewsko-białoruskim.
W 1920 wyznaczony został na stanowisko dowódcy 3 plutonu 6 kompanii 55 pp. 16 września kompania obsadzała odcinek fr. pod wsią Laskowem. W nocy polskie pozycje zaatakowały wypoczęte oddziały A.Czerwonej. Na pomoc atakowanej 6 kompanii pospieszył pluton U. Dzięki jego odwadze udał się kontratak. U. przypłacił to jednak życiem, gdyż w ostatnim momencie walki padł ciężko ranny w brzuch.
Za bohaterstwo w walce odznaczony został Krzyżem Srebrnym Orderu Virtuti Militari.
Zmarł w Brześciu. Rodziny nie założył.

## Ordery i odznaczenia
- Krzyż Srebrny Orderu Virtuti Militari (nr 1056)